# Csaba Kiss
Csaba Kiss (* 8. Dezember 1963 in Békéscsaba) ist ein ungarischer Badmintonspieler. 

## Karriere
Csaba Kiss war in Ungarn fünf Mal bei den Juniorenmeisterschaften erfolgreich, bevor er sich 1986 erstmals bei den Erwachsenen durchsetzen konnte. 1989 erkämpfte er sich seinen zweiten und auch letzten Titel bei den Einzelmeisterschaften. 1987 und 1990 war er des Weiteren bei den Mannschaftsmeisterschaften erfolgreich.

## Sportliche Erfolge
| Saison | Veranstaltung                              | Disziplin    | Platz | Name                        |
| ------ | ------------------------------------------ | ------------ | ----- | --------------------------- |
| 1978   | Ungarn: Einzelmeisterschaften der Junioren | Herrendoppel | 1     | Lajos Kiss / Csaba Kiss     |
| 1979   | Ungarn: Einzelmeisterschaften der Junioren | Herrendoppel | 1     | Lajos Kiss / Csaba Kiss     |
| 1980   | Ungarn: Einzelmeisterschaften der Junioren | Herrendoppel | 1     | Csaba Kiss / Lászlo Ocsko   |
| 1981   | Ungarn: Einzelmeisterschaften der Junioren | Herreneinzel | 1     | Csaba Kiss                  |
| 1981   | Ungarn: Einzelmeisterschaften der Junioren | Herrendoppel | 1     | Csaba Kiss / Ferenc Fodor   |
| 1986   | Ungarn: Einzelmeisterschaften              | Herrendoppel | 1     | Csaba Kiss / István Englert |
| 1989   | Ungarn: Einzelmeisterschaften              | Mixed        | 1     | Csaba Kiss / Csilla Fórián  |

## Referenzen
- Ki kicsoda a magyar sportéletben? Band 2 (I–R). Szekszárd, Babits Kiadó, 1995. ISBN 963-495-011-6

| Personendaten    | Personendaten                |
| ---------------- | ---------------------------- |
| NAME             | Kiss, Csaba                  |
| KURZBESCHREIBUNG | ungarischer Badmintonspieler |
| GEBURTSDATUM     | 8. Dezember 1963             |
| GEBURTSORT       | Békéscsaba                   |